# Fumaria vaillantii
Fumaria vaillantii é uma espécie de planta com flor pertencente à família Papaveraceae. 
A autoridade científica da espécie é Loisel., tendo sido publicada em Journal de Botanique, rédigé par une société de botanistes 2: 358. 1809.

## Portugal
Trata-se de uma espécie presente no território português, nomeadamente em Portugal Continental.
Em termos de naturalidade é nativa da região atrás indicada.

## Protecção
Não se encontra protegida por legislação portuguesa ou da Comunidade Europeia.